# Sòlid
|  | Aquest article tracta sobre l'estat de la matèria. Vegeu-ne altres significats a «sòlid bizantí». |

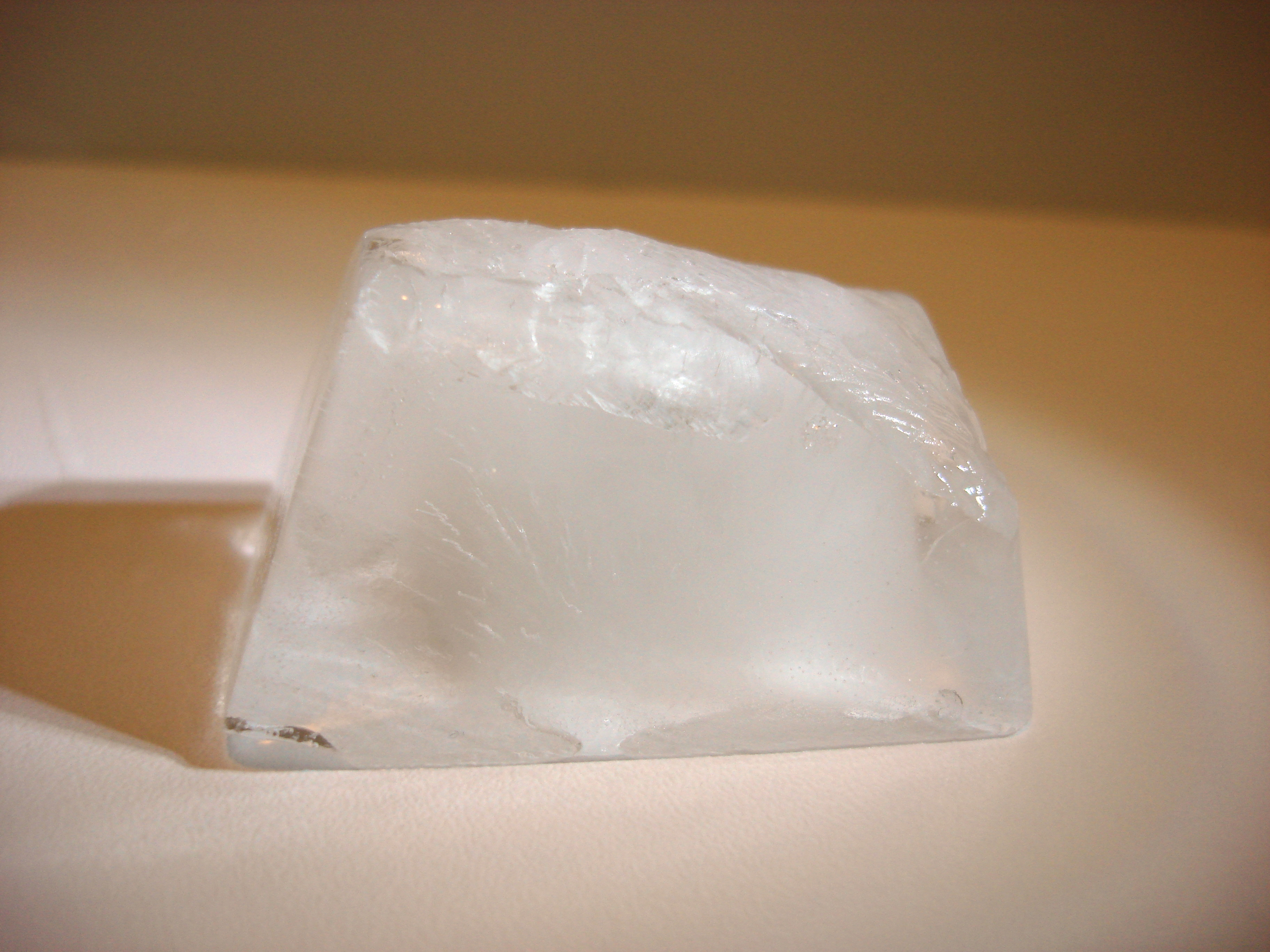
Un cub de gel. El gel és aigua en estat sòlid

La solidesa és un estat de la matèria que es caracteritza per un volum i forma definits; un sòlid es resisteix a la deformació, a canviar la seva forma i volum; i a la dilatació i a la compressió. El sòlid és un estat de la matèria en què les molècules que la componen, a causa de les forces de cohesió, tenen un moviment entre si molt restringit, limitat a una vibració a l'entorn d'una posició d'equilibri fixa. Quan un sòlid és format per molècules repartides regularment en l'espai, de manera que és possible de definir un vector constant que permet de passar d'un punt a un altre d'anàleg, hom diu que el sòlid és un cristall o que és cristal·litzat (quan hi ha un cert ordre, bé que no hi ha una regularitat en la xarxa, hom parla de quasicristall). D'altres, però, tenen llurs components escampats aleatòriament per la massa que constitueix el cos i són anomenats amorfs, com és el cas del vidre, la fusta, el niló, etc. De fet, només els cossos cristal·lins són considerats sòlids en l'estudi d'aquest estat d'agregació de la matèria, mentre que els amorfs són considerats líquids de gran viscositat.
A escala microscòpica un sòlid presenta aquestes propietats:
- Els àtoms o les molècules que el componen són molt junts i tenen una posició relativa fixa en l'espai, cosa que contribueix a la rigidesa del material. En mineralogia i cristal·lografia, l'estructura cristal·lina constitueix un posicionament espacial característic dels àtoms de cada cristall. Un cristall és compost per un conjunt d'unitats que es repeteixen formant una xarxa tridimensional; aquestes unitats són formades per un conjunt d'àtoms en unes posicions determinades. L'estructura del cristall i les seves simetries tenen un paper cabdal en la determinació de moltes de les seves propietats, com les línies de ruptura, l'estructura de la banda d'electrons o les propietats òptiques.

- Tot i que en la fase sòlida de la matèria els materials presenten una resistència a la deformació, si hom hi aplica prou força algunes de les seves propietats poden ser alterades, causant-hi una deformació permanent.

- Pel fet que tota matèria té una certa quantitat d'energia cinètica, els àtoms, fins i tot en el sòlid més rígid, es mouen lleugerament (vibren), però aquest moviment és invisible a ull nu.

En física, l'estudi dels sòlids s'anomena física de l'estat sòlid. Això inclou els materials semiconductors i el fenomen de la superconductivitat. La física de l'estat sòlid és una branca de la física de la matèria condensada.
La ciència dels materials s'ocupa principalment de les propietats dels sòlids, com la seva estructura i transformacions de fase.
La química de l'estat sòlid s'especialitza en la síntesi de nous materials.
El sòlid més lleuger conegut és un material artificial, l'aerogel, que té una densitat d'1,9 mg/cm³, mentre que el més dens és un metall, l'osmi (Os), que té una densitat de 22,6 g/cm³. Les molècules d'un sòlid tenen una gran cohesió i adopten formes ben definides.

## Tipus
Els sòlids poden classificar-se en amorfs i cristal·lins, en funció de si presenten una estructura regular en la disposició de les partícules que els componen. Com un cas a part es poden considerar els polímers, en els quals coexisteixen estructures regulars, cristal·lines, amb zones que presenten una estructura irregular, amorfa, i per això s'utilitza el concepte de percentatge de cristal·linitat aplicat a aquests materials.
L'estructura d'un sòlid té un paper fonamental sobre les seves propietats; per exemple, el grafit pur i el diamant són formats per àtoms de carboni i només es diferencien per la xarxa cristal·lina.
Els sòlids cristal·lins tenen un punt de fusió ben definit i presenten comportaments diferents segons la direcció de la mesura, és el que s'anomena anisotropia. En presència d'un solvent molt polar com l'aigua, produeixen solucions en què els ions són presents en la fase líquida, de manera que la solució és conductora del corrent elèctric, mentre que en estat sòlid això no és possible perquè el lligam iònic no permet el moviment lliure dels electrons i manté els ions rígidament ancorats en les seves posicions.
Els sòlids amorfs, a conseqüència de la seva estructura casual, es caracteritzen per una entropia més gran en comparació a la que presenten els sòlids iònics, i tampoc no tenen un punt de fusió ben definit; els lligams entre les partícules no tenen la mateixa força, ni és constant al llarg del temps. Tenen la característica de ser materials isotròpics i no són solubles en els solvents comuns.
Els sòlids cristal·lins poden ser classificats basant-se en la disposició espacial de les partícules que els componen, és a dir, segons la seva xarxa cristal·lina, i en el fet de ser formats per un únic cristall o per una unió de diferents cristalls.

## Classes de sòlids

### Metalls

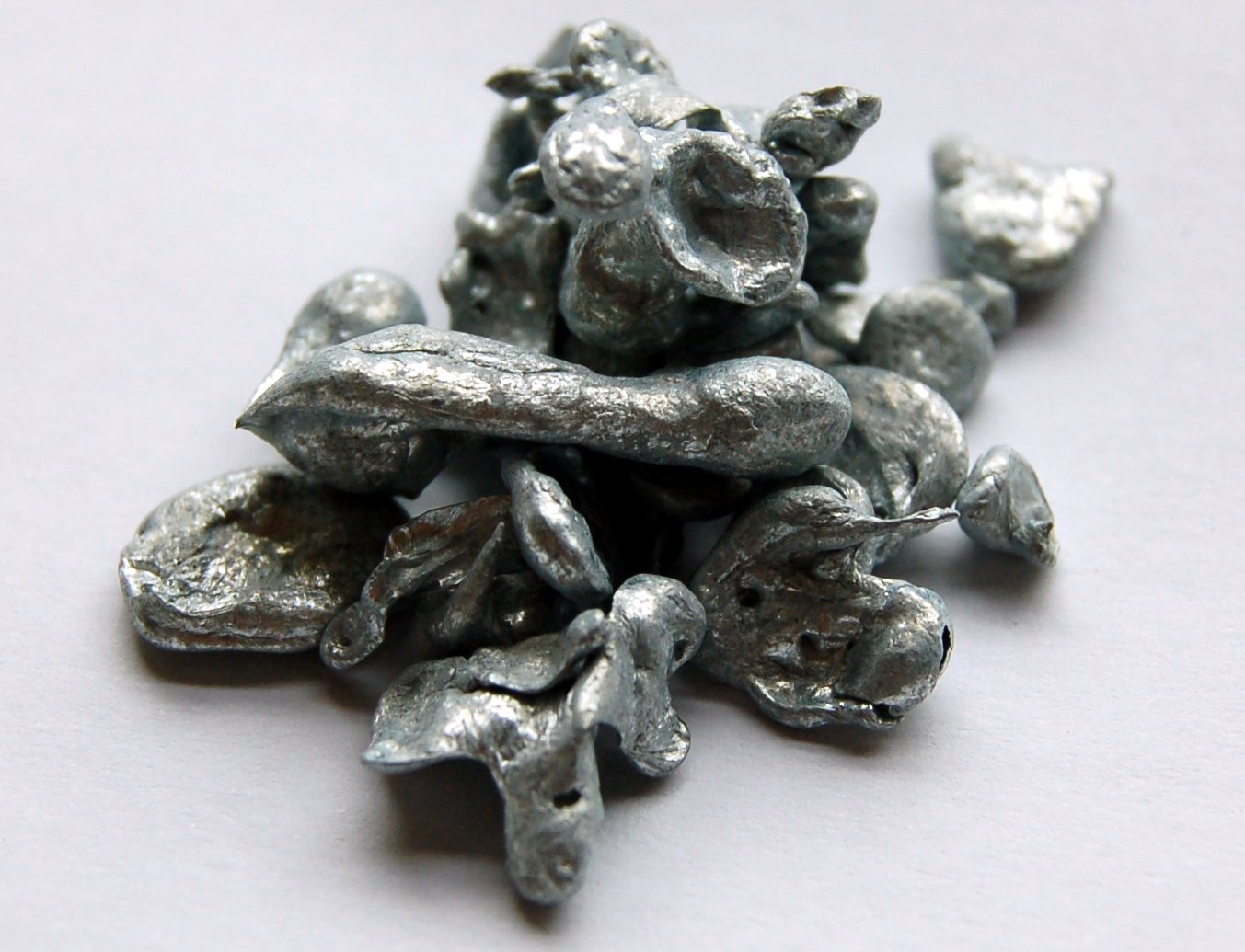
Una mostra de zinc (un metall) en estat sòlid, la seva forma més habitual a la Terra

L'estudi dels aliatges metàl·lics és una part significativa de la ciència de materials. De tots els aliatges metàl·lics en ús avui en dia, els aliatges de ferro (acer, acer inoxidable, ferro colat, acer d'eines, acers aliats) constitueixen la proporció més gran tant per quantitat com per valor comercial. El ferro aliat amb diverses proporcions de carboni dona acers al carboni. Per als acers, la duresa i el límit elàstic de l'acer es relaciona directament amb la quantitat de carboni present, amb nivells de carboni creixents que també porten a disminuir-ne la ductilitat i la mal·leabilitat. L'addició de silici i grafit produeix ferro colat (encara que algun ferro colat es fa precisament sense grafit). L'addició de crom, níquel i molibdè als acers al carboni (més d'un 10%) dona acers inoxidables.
Uns altres aliatges metàl·lics significatius són els d'alumini, titani, coure i magnesi. Els aliatges de coure han estat coneguts des de fa molt de temps (des de l'edat del bronze), mentre que les lligues dels altres tres metalls són desenvolupaments relativament recents. A causa de la reactivitat química d'aquests metalls, els processos d'extracció han de ser electrolítics i només es varen desenvolupar un cop conegut el corrent elèctric. Els aliatges d'alumini, titani i magnesi també es coneixen i es valoren per la seva alta resistència relativa al baix pes, i en el cas del de magnesi, per la seva habilitat per a proporcionar blindatge electromagnètic. Aquests materials són ideals per a situacions en què la relació força-pes és més important que el volum o el cost, com en la indústria aeroespacial i certes aplicacions d'enginyeria automotriu.

### Polímers

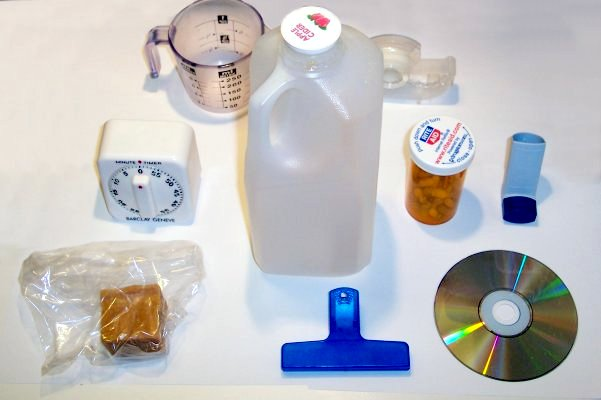
Objectes quotidians fets de diferents tipus de polímers

A més dels metalls, els polímers són també una part important de ciència de materials. Els polímers són les matèries primeres (les resines) utilitzades per a fer el que comunament s'anomena plàstics. Els plàstics són realment el producte final, creat després que un o més polímers o additius s'hagin afegit a una resina durant el processament, que es transforma llavors en una forma final. Els polímers inclouen polietilè, polipropilè, clorur de polivinil, poliestirè, nilons, polièsters, acrílics, poliuretà, i policarbonats. Els plàstics es classifiquen generalment com a termoestables, termoplàstics i elastòmers.
El PVC (clorur de polivinil) s'utilitza àmpliament a causa del fet que el seu preu és econòmic. Té una gran varietat d'aplicacions, des de cuir sintètic fins a aïllament per a cables elèctrics envasaments i vaixells. La seva fabricació i processament són simples i ben establerts. L'adaptabilitat del PVC és a causa de l'àmplia gamma d'additius que accepta. El terme additius en la ciència del polímers es refereix als productes químics i els composts s'afegeixen a la base del polímer per modificar les seves propietats.
A banda del carboni, l'únic altre element que pot produir polímers és el silici. Les silicones, tanmateix, mostren una diferència essencial respecte dels polímers basats en carboni. A diferència dels enllaços directes C-C en què es basen els polímers de carboni, en el cas de les silicones els àtoms de Si s'enllacen indirectament amb ponts d'oxigen. Les silicones són polímers inorgànics-orgànics amb fórmula química [R2SiO]n, en què R = grups orgànics com metil, etil, i pentil. Aquests materials consten d'una columna vertebral d'òxid de silici inorgànic (...-Si-O-Si-O-Si-O-...) amb grups laterals orgànics enllaçats als àtoms de silici, que tenen valència quatre. En alguns casos, els grups laterals orgànics es poden fer servir per a connectar dues o més d'aquestes columnes vertebrals de -Si-O-. Fent variar les llargades de les cadenes de -Si-O-, grups laterals funcionals, i l'entrecreuament, les silicones es poden sintetitzar amb una àmplia varietat de propietats i composicions.

### Ceràmics

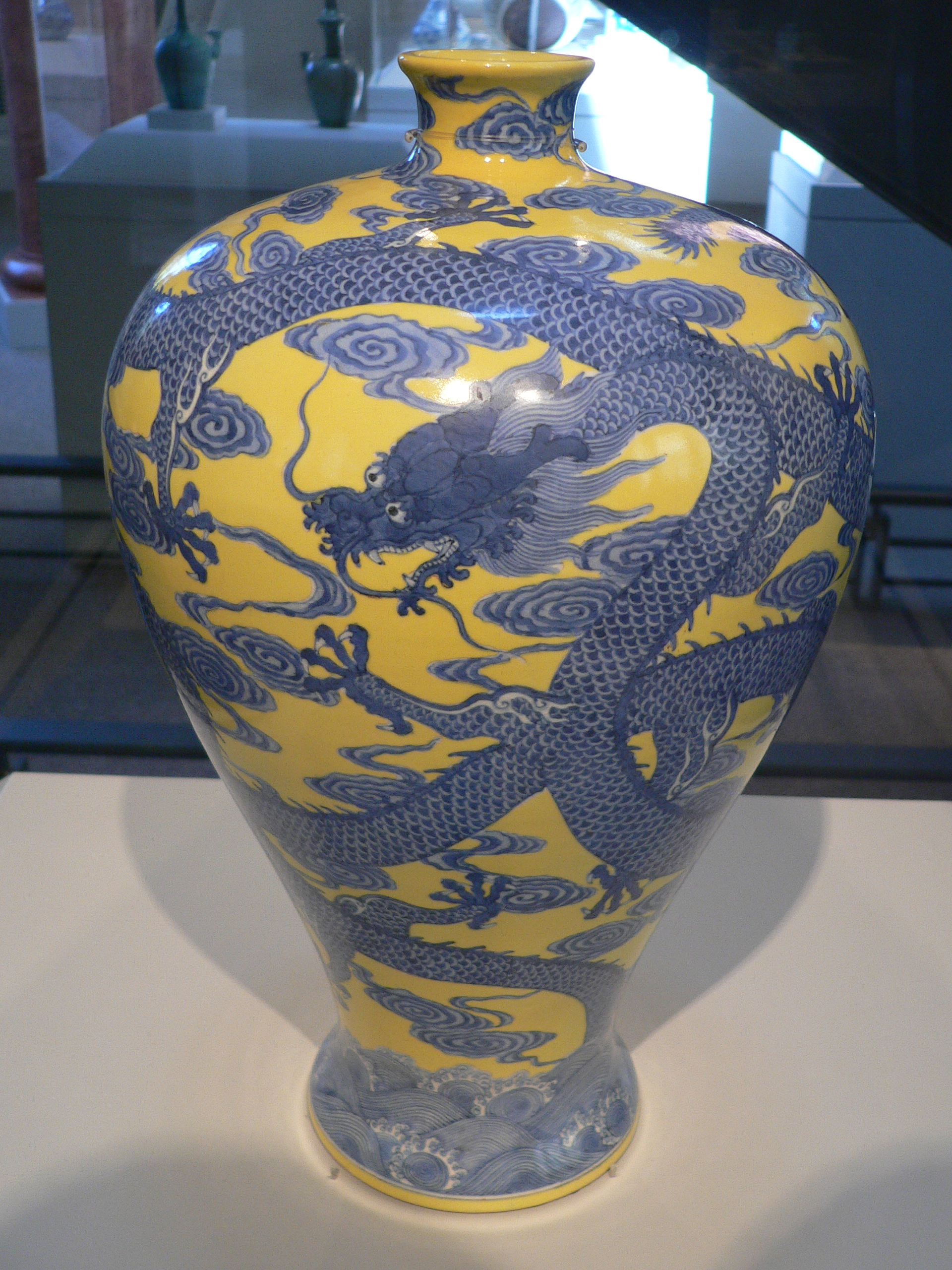
Gerra de porcellana xinesa de la dinastia Qing

Un sòlid ceràmic és un sòlid inorgànic, no metàl·lic preparat per a l'acció de la calor i subsegüent refredament. Els materials ceràmics poden tenir una estructura cristal·lina o en part cristal·lina, o poden ser amorfs (p. ex., un got de vidre). Com que la majoria de la ceràmica comuna és cristal·lina, la definició de ceràmic de vegades es restringeix a materials cristal·lins inorgànics, per oposició als vidres no cristal·lins.

### Compostos
Una altra aplicació de la ciència de materials en la indústria és la fabricació de materials compostos. Els materials compostos són materials estructurats compostos de dos o més fases macroscòpiques. Mentre que hi ha compostos obtinguts per combinacions en què un o més components són no ceràmics, també hi ha combinacions en què tots els components són ceràmics. Aquests típicament comprenen dos components ceràmics: una matriu contínua, i una fase dispersa formada per partícules ceràmiques, làmines, o fibres ceràmiques curtes o contínues.
El punt crític dels compostos està en el fet d'obtenir una estructura adequada entre les diferents fases, per exemple una dispersió homogènia de partícules o fibres o una orientació adequada de les fibres en la matriu. Les aplicacions van des d'elements estructurals com el formigó armat, fins a les rajoles aïllants resistents d'altes temperatures emprades per a protegir la superfície de llançadores espacials de la NASA de la calor generada en la reentrada a l'atmosfera de la Terra. Es poden veure exemples en objectes quotidians en els embolcalls "plàstics" de televisors, telèfons mòbils, etc. Aquests embolcalls plàstics normalment són una combinació feta a partir d'una matriu termoplàstica com l'acrilonitiril-butadiè-estirè (ABS), al qual s'afegeix carbonat càlcic, guix, talc, fibres de vidre o fibres de carboni per augmentar-ne la resistència mecànica, el volum, o la dispersió electroestàtica. Es fa referència a aquests additius com a fibres reforçants, o dispersants, depenent de la seva funció.

### Biomaterials
La majoria dels materials naturals (o biològics) són compostos complexos amb propietats mecàniques sovint excepcionals, considerant la feblesa dels components dels quals es constitueixen. Aquestes estructures complexes, que han sorgit de centenars de milions d'anys d'evolució, estan inspirant els científics de materials en el disseny de materials nous. Les seves característiques inclouen jerarquia estructural i multifuncionalitat. L'autoorganització és també un tret fonamental de molts materials biològics i la manera per la qual les estructures són muntades a partir del nivell molecular.
Els blocs constructius bàsics sovint comencen amb els 20 aminoàcids, i continuen amb polipèptids, polisacàrids, i sacàrids de polipèptids. Aquests componen les proteïnes bàsiques, que són els components primaris de ‘teixits tous' i estan també presents en la majoria dels biominerals. Hi ha més de 1.000 proteïnes, incloent-hi col·lagen, quitina, queratina, i elastina. Les fases ‘dures' dels biomaterials estan reforçades principalment per minerals, els cristalls dels quals han estat nucleats i han crescut en un ambient amb mediació biològica que determina la mida, forma i distribució de cristalls individuals. Les fases minerals més importants són hidroxiapatita, sílice, i aragonita.
Així, s'estan investigant les principals característiques i estructures mecàniques de les ceràmiques biològiques, compostos de polímers, elastòmers, i materials cel·lulars. L'automuntatge molecular es troba àmpliament en organismes biològics i proporciona la base d'una varietat àmplia d'estructures biològiques. Per exemple, la cristal·lització de materials inorgànics en la natura generalment es dona a temperatura i pressió ambients. Tanmateix, els organismes vius amb els quals es formen aquests materials inorgànics poden crear estructures extremadament precises i complexes. Entendre el procés pel qual els organismes vius controlen el creixement dels cristalls dels materials inorgànics podria conduir a avenços significatius en ciència de materials, i obrir la porta a tècniques de síntesi noves per a materials compostos a escala nanomètrica.
Un sistema que ha estat sota estudi científic intens per uns quants grups de recerca és la microestructura del nacre, porció de la closca de l'haliotis. Aquest material natural presenta la resistència mecànica i el límit de fractura més alts que qualsevol substància no metàl·lica coneguda. La microscòpia electrònica ha mostrat que està compost de rajoles minerals apilades (o ordenades) separades per fulles orgàniques primes junt amb una macroestructura de bandes de creixement periòdiques més grans, que col·lectivament formen el que els científics anomenen actualment estructura composta jeràrquica (el terme jerarquia simplement implica que hi ha una gamma de trets estructurals que existeixen sobre una gamma àmplia d'escales de llargada). Els primers estudis mostraven que el compost de nacre consta de només un 5% de material orgànic en pes. Tanmateix, el treball necessari per a fracturar el cos augmentava fins a 3.000 vegades per sobre del dels cristalls de CaCO₃ inorgànics, com a resultat de la intricada organització estructural jeràrquica.

### Semiconductors
Un semiconductor és un material que té una resistivitat elèctrica (i conductivitat) enmig de la d'un conductor metàl·lic i un aïllant no metàl·lic. Els semiconductors de fet només condueixen el corrent elèctric si se'ls aplica un voltatge més enllà d'un valor crític. Així, sota condicions específiques, en presenten les propietats físiques dels dos: conductors i aïllants. Els troben en la taula periòdica dels elements en la diagonal de dalt a l'esquerra cap avall a la dreta a partir del bor. Separen els conductors elèctrics (o metalls, a l'esquerra) dels aïllants (a la dreta).
Els aparells fets de materials semiconductors són la base de l'electrònica moderna, incloent-hi ràdios, ordinadors, telèfons, etc. Els dispositius semiconductors inclouen el transistor, cèl·lules solars, díodes, rectificadors, i circuits integrats. Les plaques solars fotovoltaiques són grans dispositius semiconductors que converteixen directament energia lluminosa en energia elèctrica.

## Propietats físiques

### Elèctriques
Les propietats elèctriques inclouen la conductivitat, resistivitat, impedància i capacitància. Els conductors elèctrics com els metalls i els aliatges es contraposen amb els aïllants elèctrics com els vidres i les ceràmiques. Els semiconductors (p. ex., Si, GaAs) es comporten en una posició intermèdia, mostrant conducció elèctrica només més enllà d'un llindar del voltatge aplicat. Alternativament, els superconductors iònics són a l'extrem final de l'espectre de conductivitat, amb ions altament mòbils que serveixen de portadors de càrrega que es mouen per un enreixat cristal·lí a baixa temperatura amb resistència al pas del corrent virtualment insignificant.

### Òptiques
Propietats electroòptiques i propietat en l'infraroig llunyà
Les propietats dels materials òpticament transparents es basen en la resposta d'un material a ones lluminoses incidents d'una determinada gamma de longituds d'ona. Els filtres òptics selectius a la freqüència es poden fer servir per a canviar o realçar la brillantor i contrast d'una imatge digital. La transmissió d'ones de llum guiades implica el camp emergent de fibres òptiques i l'habilitat de certs compostos de vidre com a mitjà de transmissió per a una gamma de freqüències simultàniament (guies d'ones òptiques multimode) amb poc o cap interferència entre les longituds d'ona que competeixen la fibra.

### Fotovoltaiques
Totes les cèl·lules solars requereixen que un material contingut dins l'estructura de la cèl·lula absorbeixi fotons i generi electrons mitjançant l'efecte fotovoltaic. Els materials utilitzats en cèl·lules solars tendeixen a tenir la propietat d'absorbir, preferentment, les longituds d'ona de la llum solar que arriben a la superfície de la Terra. Tanmateix, algunes cèl·lules solars s'optimitzen per a absorbir la llum solar de més enllà de l'atmosfera de la Terra.
El silici és l'únic material que s'ha investigat a fons tant en configuracions de pel·lícula prima com en volum. El silici cristal·lí era el material utilitzat en els primers aparells fotovoltaics que van tenir èxit, i és encara el material més àmpliament utilitzat. La següent és una llista actual de materials semiconductors que absorbeixen llum i que es fan servir actualment en aquesta tecnologia:
- Silici (Si)
- Telluride de cadmi (CdTe)
- Arsenur de gal·li (GaAs)
- Diselenur d'indi i de coure (CuInSe2)
- Diselenur de gal·li d'indi i de coure (CuInGaSe2)

### Dielèctriques
Un aïllant elèctric o dielèctric és una substància que és altament resistent al flux de corrent elèctric. Un dielèctric tendeix a concentrar el camp elèctric aplicat dins de si mateix. L'ús de molts plàstics com a dielèctrics en condensadors presenta uns quants avantatges. Un condensador és un aparell elèctric que pot emmagatzemar energia en el camp elèctric entre un parell de conductors propers (anomenats armadures). Quan s'aplica voltatge al condensador, càrregues elèctriques d'igual magnitud, però de polaritat inversa, s'acumulen en cada armadura. Els condensadors es fan servir en circuits elèctrics i electrònics com a aparells d'emmagatzematge d'energia. També es poden utilitzar per a distingir entre freqüència alta i la freqüència baixa de senyals que els fa útils en filtres electrònics.

### Mecàniques
Les propietats mecàniques són importants en materials estructurals i de construcció, així com en fibres tèxtils. Inclouen les diverses propietats emprades per a descriure la resistència dels materials com: l'elasticitat, la plasticitat, el límit elàstic, la resistència la compressió, resistència a la cisalla, límit de fractura, ductilitat (baixa en materials fràgils), i duresa.
Un sòlid flueix a nivell macroscòpic com ho fan els fluids. Qualsevol canvi respecte de la seva forma original s'anomena desplaçament. La proporció de les diferències de desplaçament en els diferents punts respecte de la mida original s'anomena deformació. Si la tensió aplicada és prou baixa (o la pressió imposada és prou petita), gairebé tots els materials sòlids es comporten de tal manera que la deformació és directament proporcional a la tensió. El coeficient de la proporció s'anomena mòdul elàstic o mòdul de Young. Aquesta regió de deformació es coneix com la regió linealment elàstica. Així, hi ha tres models que descriuen com respon un sòlid a la tensió aplicada:
- Elàsticament: quan es retira la tensió, els materials retornen al seu estat previ a la deformació. Els materials linealment elàstics, els que es deformen proporcionalment a la càrrega aplicada, es poden descriure per les equacions de l'elasticitat lineal com la llei d'Hooke. Altres materials com el poliuretà electromèric o el cautxú presenten hiperelasticitat i el seu comportament no és lineal.

- Viscoelàsticament: aquests són materials que es comporten elàsticament, però també tenen amortiment. Quan es retira la tenssió aplicada, s'ha de fer treball en contra dels efectes d'amortiment, que es converteix en calor dins del material. Això ocasiona un bucle d'histèresi en la corba de tensió-deformació. Això implica que la resposta mecànica té una dependència del temps.

- Plàsticament: els materials que es comporten elàsticament generalment ho fan mentre la tensió aplicada és menor que un valor donat anomenat límit elàstic. Quan la tensió és més gran que el límit elàstic, el material es comporta plàsticament i no retorna al seu estat previ. És a dir, la deformació plàstica és irreversible.

### Termomecàniques

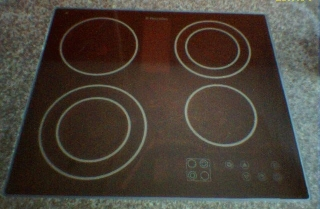
Una cuina de vitroceràmica. La vitroceràmica té un coeficient de dilatació tèrmica negligible, cosa que li permet suportar el xoc tèrmic

Les propietats termomecàniques com la conductivitat tèrmica se centren en l'estabilitat mecànica d'un material a temperatures elevades. També hi ha la capacitat calorífica d'un material que determina la seva capacitat d'emmagatzemar energia en forma de calor (o vibracions tèrmiques). El coeficient de dilatació determina la dilatació que experimenta el sòlid en variar la seva temperatura.
La dilatació tèrmica, en cas que la variació de temperatura no sigui uniforme al llarg del material, provoca l'aparició de tensions tèrmiques que poden ser molt elevades i provocar que el material es trenqui.
El terme vitroceràmica generalment es refereix a una combinació de liti i aluminosilicats que produeix una varietat de materials amb propietats termomecàniques interessants. El més important comercialment té la propietat de ser insensible al xoc tèrmic (canvis sobtats de temperatura que provoquen grans diferències de temperatura en el sòlid). Així, la vitroceràmica ha esdevingut extremadament útil per als fogons de cuina. El coeficient d'expansió tèrmica negatiu de la fase ceràmica cristal·lina es pot equilibrar amb el coeficient positiu de la fase vítria. En un cert punt (~ un 70% cristal·lí), la vitroceràmica té un coeficient d'expansió tèrmica proper a zero. Aquesta característica li permet suportar canvis repetits i sobtats de temperatura fins a 1.000 °C sense trencar-se.

### Electromecàniques
La piezoelectricitat és la capacitat d'alguns cristalls per generar un voltatge en resposta a una tensió mecànica aplicada. L'efecte piezoelèctric és reversible, ja que els cristalls piezoelèctrics, quan són sotmesos a un voltatge aplicat externament, poden canviar de forma en una petita quantitat. El polifluorur de vinilidè és un polímer que presenta una resposta piezoelèctrica unes quantes vegades més gran que el quars (SiO2 cristal·lí). La deformació (% de ~ 0.1) es presta a aplicacions tècniques útils com "amplificació de la llum per emissió de radiació estimulada" (o làsers), fonts d'alta tensió i altaveus, així com sensors o transductors químics, biològics, i acustoòptics.

### Termoelèctriques

Un compact disc (CD) fa servir cristalls de calcogènids per a obtenir una memòria d'estat sòlid

Els cristalls calcogènids es formen a partir dels elements del grup VI de la taula periòdica -especialment sofre (S), seleni (Se) i tel·luri (Te)-, que reaccionen amb elements més electropositius, com l'antimoni (Sb), l'argent (Ag) i el germani (Ge). Aquests són composts extremadament versàtils, ja que poden ser cristal·lins o amorfs, metàl·lics o semiconductors, i conductors de ions o d'electrons. Ja importants en discs d'emmagatzematge òptics i fibres, s'estan proposant ara com la base per a tecnologies de memòria d'estat sòlid. A més, els materials de cristalls calcogènids formen la base de les tecnologies dels CD i DVD.
La commutació elèctrica en semiconductors calcogènids es va desenvolupar durant els anys 1960, quan es va descobrir que el calcogènid Te48As30Si12Ge10 amorf presentava transicions sobtades reversibles en resistència elèctrica per damunt un voltatge llindar. El mecanisme de commutació semblava iniciat per a processos ràpids purament electrònics. Si es permet que el corrent continu passi pel material no cristal·lí, s'escalfa i canvia a forma cristal·lina. Això és equivalent escriure-hi informació. Una regió cristal·lina pot ser desfeta per exposició a un pols breu i intens de calor. El subsegüent refredament ràpid llavors retorna la regió desfeta durant la transició cristal·lina. De forma inversa, un pols de calor d'intensitat més baixa de duració més llarga cristal·litza una regió amorfa.
Els intents d'induir la transformació de cristall-vidre dels calcogènids per mitjans elèctrics formen la base de memòria d'accés aleatori de canvi de fase (PC-RAM). Exemples de materials que presenten aquest canvi de fase són GeSbTe i AgInSbTe. En els discs òptics, la capa de canvi de fase normalment s'encaixa enmig de capes dielèctriques de ZnS-SiO2. Altres materials d'aquest tipus menys comuns són InSe, SbSe, SbTe, InSbSe, InSbTe, GeSbSe, GeSbTeSe, i AgInSbSeTe.